# Basövning

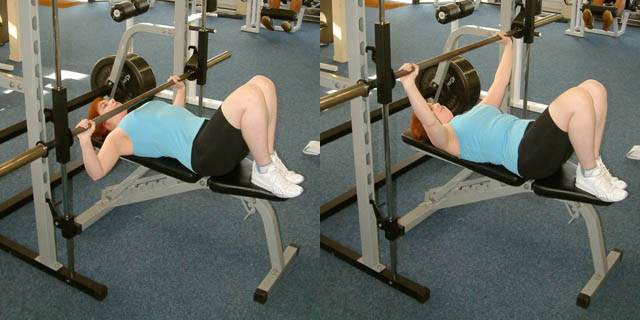
Övningen bänkpress, här utförd i en Smithmaskin.

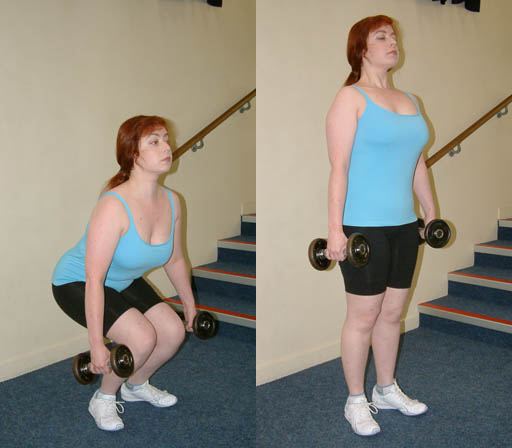
Övningen marklyft, här utförd med hantlar.

Basövning är en typ av övning inom styrketräning som till skillnad från isolerande övningar aktiverar ett stort antal muskler i kroppen. Denna typ av övning passar de flesta människor som utövar styrketräning. Basövningarna bänkpress, knäböj och marklyft ingår som moment när man tävlar i styrkelyft. Det förekommer även tävlingar i endast bänkpress.
- Bänkpress
  - Pectoralis major
  - Pectoralis minor
  - Triceps brachii
  - Deltoid

- Marklyft
  - Latissimus dorsi
  - Gluteus maximus
  - Trapezius

- Knäböj
  - Gluteus maximus
  - Quadriceps

Andra övningar som skulle kunna klassas som basövningar är utfallssteg, stångrodd, pull-ups och militärpress.